# 향산초등학교
향산초등학교(香山初等學校)는 대한민국 경기도 김포시에 있는 공립 초등학교이다.

## 연혁
- 2019년 6월 13일 : 교명 향산초·중학교 선정
- 2020년 9월 1일 : 개교 (초등 33학급, 특수 1학급, 유치원 3학급)

## 참고 자료
- 향산초등학교 - 한국교육학술정보원 학교알리미

## 같이 보기
- 향산중학교